# Роберт Майсснер
Роберт Майсснер (нім. Robert Meißner; 23 грудня 1888, Відень, Австро-Угорщина — 8 серпня 1953, Первоуральськ, РРФСР) — австрійський і німецький офіцер, генерал-лейтенант вермахту. Кавалер Лицарського хреста Залізного хреста.

## Біографія
Син торговця Роберта Майсснера і його дружини Марії, уродженої Райнль. 1 жовтня 1904 року вступив у Віденське кадетське училище, 18 серпня 1908 року — в австро-угорську армію. Учасник Першої світової війни. Після війни продовжив службу в австрійській армії. Після аншлюсу автоматично перейшов у вермахт.
З 26 серпня 1939 року — начальник генштабу заступника командира 12-го армійського корпусу. З 25 жовтня 1940 року — командир 28-го піхотного полку. 15 травня 1941 року відправлений у резерв фюрера. З 16 листопада 1941 року — командир 68-ї піхотної дивізії. 24 січня 1943 року знову відправлений у резерв фюрера. 8 березня 1943 року відряджений в Імперський військовий суд. З 20 червня 1943 року — суддя 4-го сенату Імперського військового суду. 15 вересня 1944 року через хворобу знову відряджений у резерв. 5 жовтня 1944 року на 4 тижні відряджений у Центральний суд сухопутних військ.
5 травня 1945 року взятий у радянський полон. Утримувався в різних таборах НКВС і ГУЛАГу. 15 травня 1949 року військовим трибуналом Воронезького округу засуджений до 25 років таборів. Помер у таборі. Офіційна причина смерті — рак шлунка. Похований на цвинтарі Первоуральського спеціального шпиталю 1893 (квадрат 4, могила 12).

## Звання
- Кадет-виконувач обов'язків офіцера (18 серпня 1908)
- Лейтенант (1 травня 1908)
- Обер-лейтенант (1 серпня 1914)
- Гауптман (1 серпня 1917)
- Майор (8 липня 1921)
- Оберст-лейтенант (12 червня 1930)
- Оберст (23 вересня 1933)
- Оберст без патенту (12 березня 1938) — 20 квітня 1939 року отримав патент від 1 квітня 1937 року.
- Генерал-майор (1 квітня 1941)
- Генерал-лейтенант (1 жовтня 1942)

## Нагороди
- Ювілейний хрест (1908)
- Бронзова і срібна медаль «За військові заслуги» (Австро-Угорщина) з мечами
- Хрест «За військові заслуги» (Австро-Угорщина) 3-го класу з військовою відзнакою і мечами
- Орден Залізної Корони 3-го класу з військовою відзнакою і мечами
- Військовий Хрест Карла
- Медаль «За поранення» (Австро-Угорщина) з двома смугами
- Пам'ятна військова медаль (Австрія) з мечами
- Хрест «За вислугу років» (Австрія) 2-го класу для офіцерів (25 років)
- Орден Заслуг (Австрія), лицарський хрест 1-го класу
- Почесний хрест ветерана війни з мечами
- Медаль «За вислугу років у Вермахті» 4-го, 3-го, 2-го і 1-го класу (25 років)
- Нагрудний знак «За поранення» в чорному
- Хрест Воєнних заслуг 2-го класу з мечами (24 листопада 1940)
- Залізний хрест
  - 2-го класу (22 січня 1942)
  - 1-го класу (27 березня 1942)
- Медаль «За зимову кампанію на Сході 1941/42» (19 березня 1942)
- Лицарський хрест Залізного хреста (24 травня 1943)